# Phyllachora yassensis
Phyllachora yassensis är en svampart som beskrevs av Petr. 1954. Phyllachora yassensis ingår i släktet Phyllachora och familjen Phyllachoraceae.   Inga underarter finns listade i Catalogue of Life.